# Dörfer im Stadtgebiet von Meppen
Apeldorn, Bokeloh, Borken, Groß Fullen, Klein Fullen, Helte, Hemsen, Holthausen, Hüntel, Rühle, Schwefingen, Teglingen und Versen, die Dörfer im Stadtgebiet von Meppen, sind im Zuge der Gemeindereform 1974 in Niedersachsen eingemeindet worden. Bis dahin waren es 13 selbstständige Gemeinden.

## Apeldorn
Koordinaten: 52° 45′ N, 7° 24′ O

### Herkunft des Namens
Apeldorn wurde um 850 Apaldrun genannt. un steht wahrscheinlich für Siedlung; im übrigen Wortteil tritt das Grundwort als dr = ter und das Bestimmungswort apul klar hervor. Es ist das nordische apaldr, was zunächst Apfelbaum, dann auch Baum überhaupt bedeutet (vgl. Gering, Glossar zu den Liedern der Edda, 4. Aufl. 1915, s. v. apaldr.). Das ter, Baum mit un ist später nicht mehr verstanden und, wie in manchen gleichen Bildungen, zu dorn umgedeutet. Der emsländische Geschichtsschreiber Diepenbrock erwähnt, dass das Dorf Apeldorn um das Jahr 978 bereits unter dem Namen apulderion bekannt war. Dies wird als Apfelgarten gedeutet.

### Beschreibung des Ortes
Ortsvorsteher: Franz-Josef Wienert
Apeldorn hatte 2005 etwa 780 Einwohner auf einer Fläche von 20,98 km².
Die bekannteste Sehenswürdigkeit Apeldorns ist das Großsteingrab, welches zwischen 2300 und 1800 v. Chr. (Jungsteinzeit) errichtet wurde.
Sportverein ist der SC Apeldorn mit neun Fußballmannschaften, der Gymnastikgruppe und dem Frauenturnen. In Apeldorn ist auch der Schützenverein St. Antonius beheimatet. Zudem gibt es eine Theatergruppe, die mit plattdeutschen Stücken auftritt.

### Einwohnerentwicklung
| Jahr      | 1821 | 1848 | 1871 | 1885 | 1905 | 1925 | 1933 | 1939 | 1946 | 1950 | 1956 | 1961 | 1971 | 2005 |
| Einwohner | 218  | 226  | 200  | 215  | 194  | 278  | 428  | 440  | 552  | 605  | 580  | 553  | 660  | 777  |
| --------- | ---- | ---- | ---- | ---- | ---- | ---- | ---- | ---- | ---- | ---- | ---- | ---- | ---- | ---- |

## Bokeloh
Koordinaten: 52° 42′ N, 7° 21′ O

### Herkunft des Namens
Der Name Bokeloh ist zusammengesetzt aus dem Bestimmungswort boke (Buche) und dem Grundwort lo, loh auch la (Gehölz). Der Name bedeutet also Buchengehölz.

### Beschreibung des Ortes
Ortsvorsteherin: Marita Westermann
Bokeloh hatte 2005 gut 1250 Einwohner auf einer Fläche von 4,45 km² und liegt an der Hase im Osten des Stadtgebietes.
Der Maler Otto Pankok lebte in den Jahren 1938 bis 1941 in Bokeloh zurückgezogen mit seiner Familie, um dort, ungestört von den Nationalsozialisten, leben und arbeiten zu können. In der alten Dorfschule, die im Jahre 2002 saniert wurde, wird in einer Dauerausstellung an ihn erinnert.
Bokeloh besitzt mit St. Vitus Bokeloh eine über 1000-jährige Kirche, welche wahrscheinlich die Älteste des Landkreises ist. Bokeloh stellt den Grundbesitz betreffend einen Sonderfall dar:
Einer nicht gesicherten Geschichte nach war der für die Säkularisation kirchlichen Besitzes in den Napoleonischen Zeiten zuständige Sekretär beim Bischof von Osnabrück ein Cousin des damaligen Pfarrers von St. Vitus in Bokeloh. Ihm gelang es, die Akte Bokeloh so weit auf die lange Bank zu schieben, bis diese für kirchlichen Besitz bösen Zeiten vorüber war. Auf diese Weise blieb aller Grund und Boden des Dorfes Bokeloh bis in die 1960er Jahre Eigentum der Kirchengemeinde (ganz im Gegensatz zu den direkt angrenzenden Flächen außerhalb der Ortsgrenzen wie in Hofe (die Höfe Jansen und Meyring) und Vormeppen (der Hof Wekenborg)). Erst dann konnten die Bürger des Dorfes die Grundstücke käuflich erwerben, auf denen ihre Häuser standen.

### Einwohnerentwicklung
| Jahr      | 1821 | 1848 | 1871 | 1885 | 1905 | 1925 | 1933 | 1939 | 1946 | 1950 | 1956 | 1961 | 1971 | 2005 |
| Einwohner | 77   | 83   | 85   | 81   | 118  | 143  | 174  | 213  | 312  | 320  | 57   | 413  | 917  | 1253 |
| --------- | ---- | ---- | ---- | ---- | ---- | ---- | ---- | ---- | ---- | ---- | ---- | ---- | ---- | ---- |

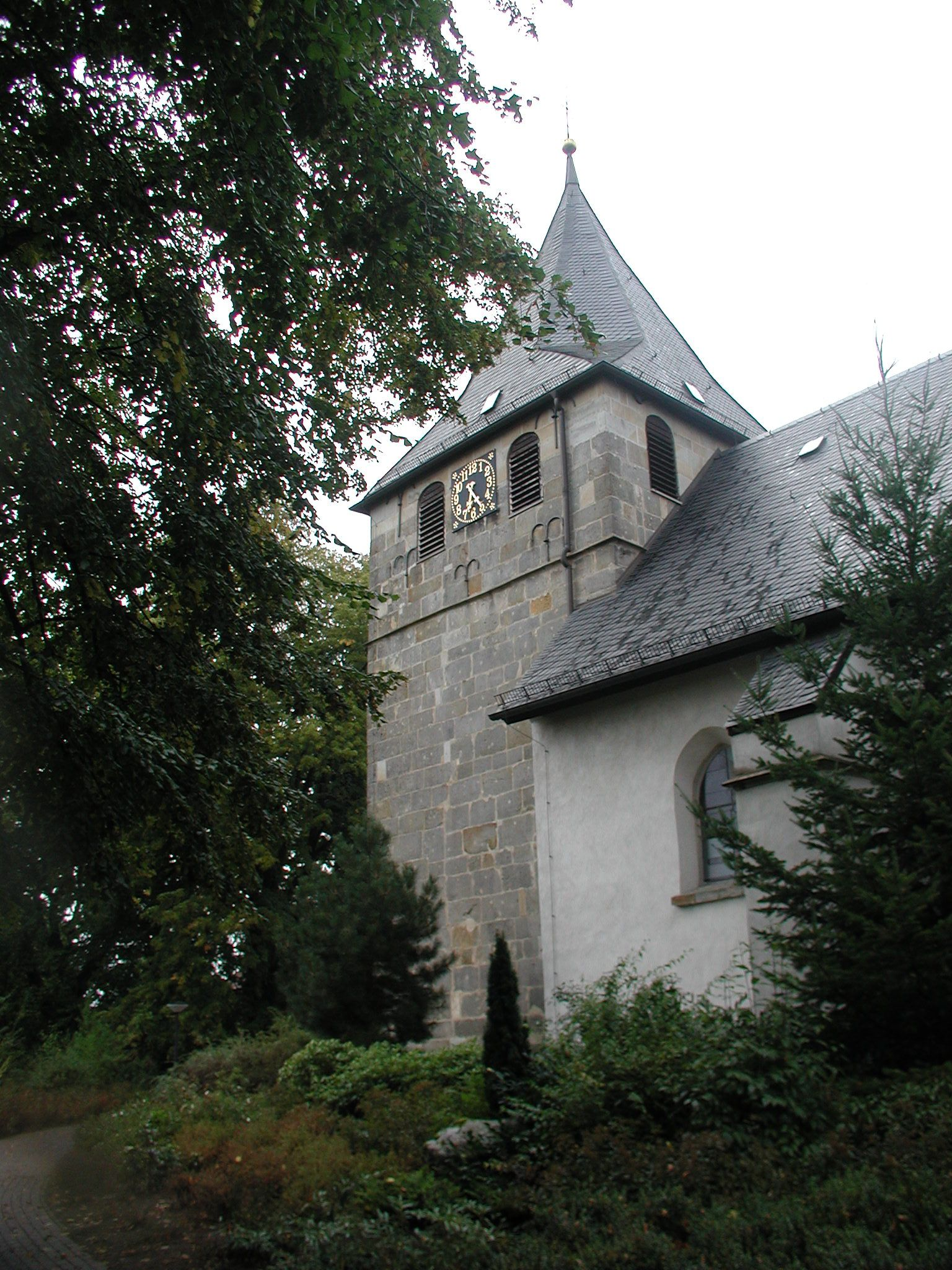
Sankt Vitus, 10. Jahrhundert
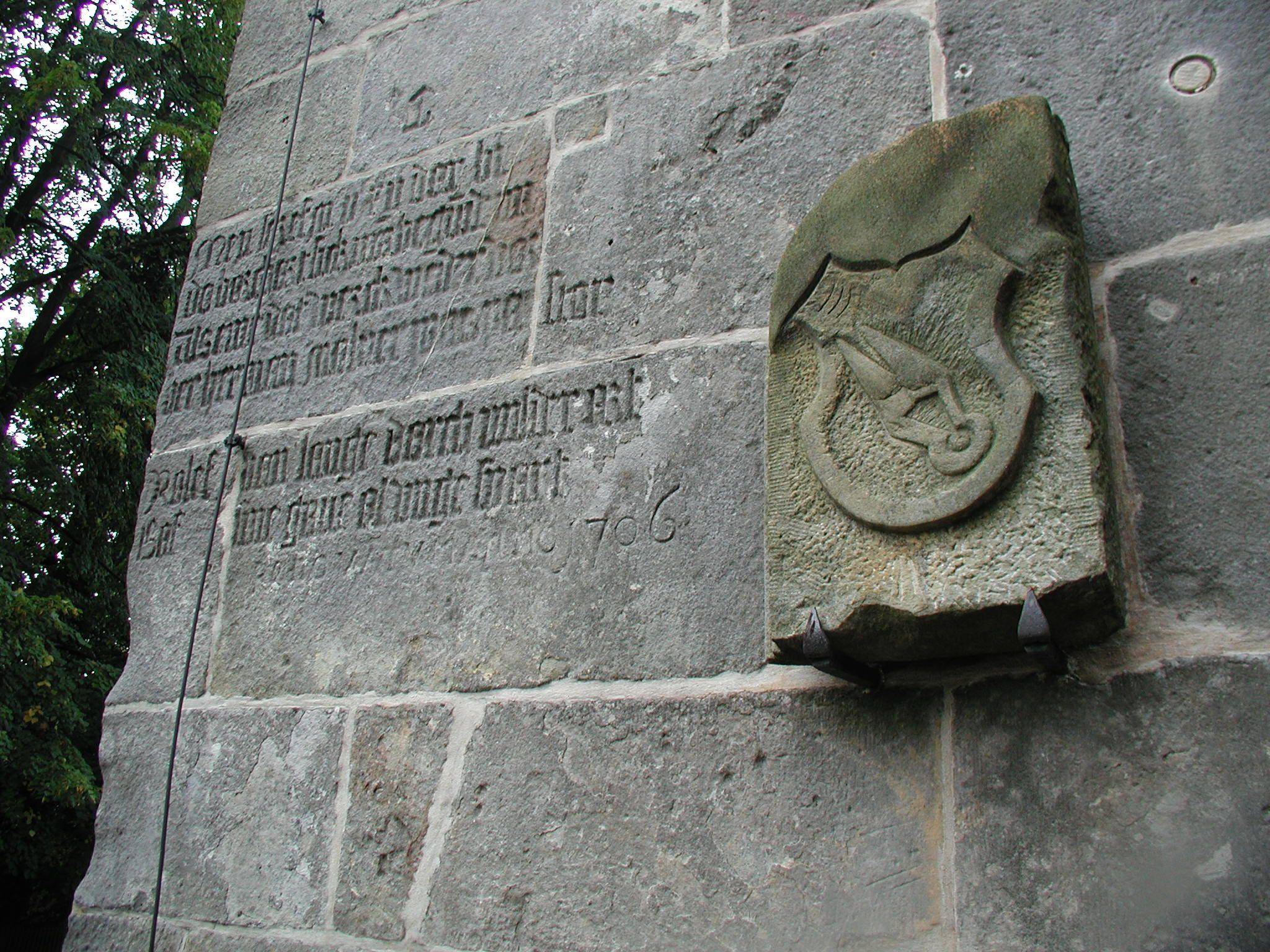
Sankt Vitus, Detail
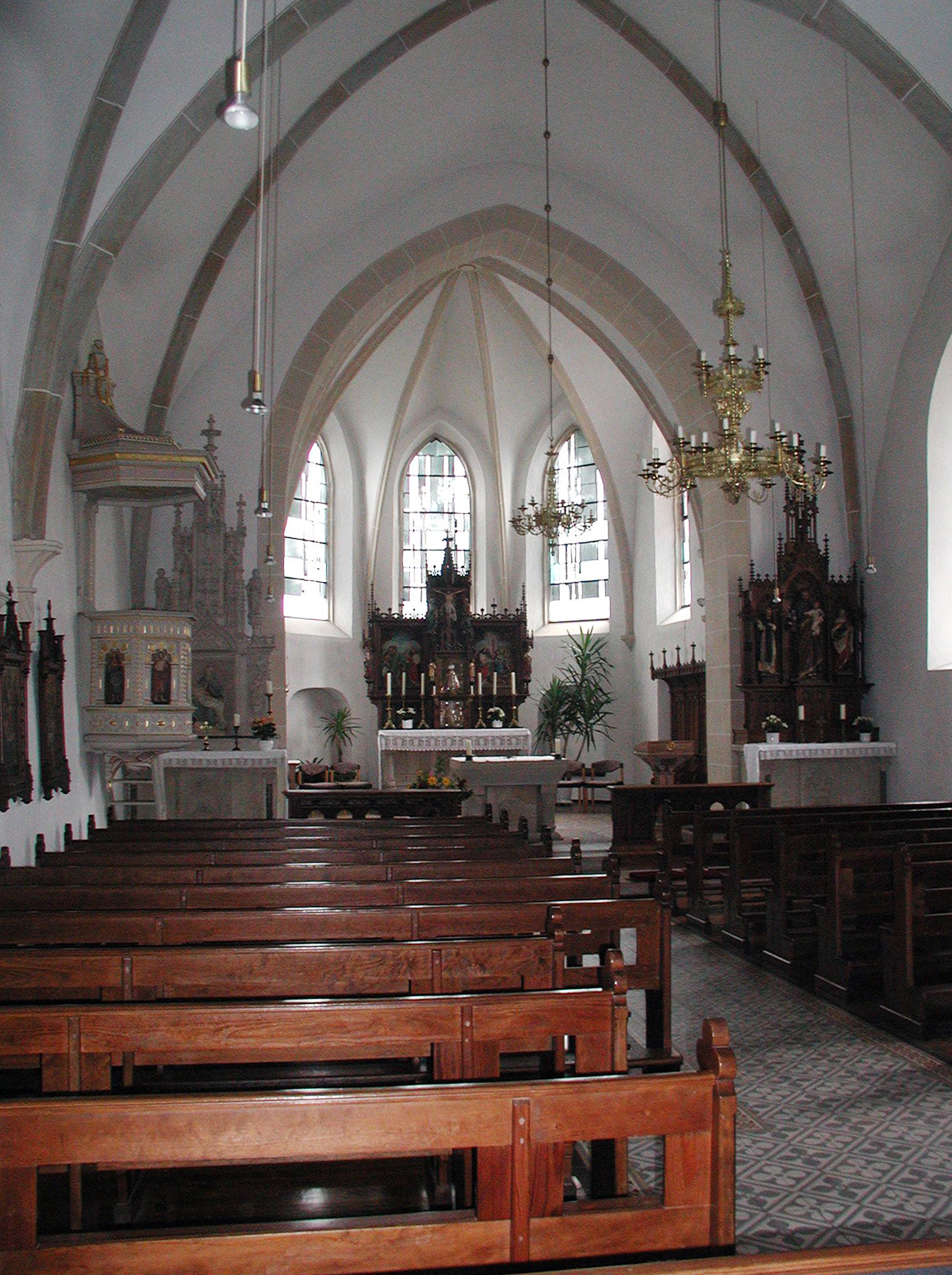
Sankt Vitus, 1462, Anbau des gotischen Chorraums
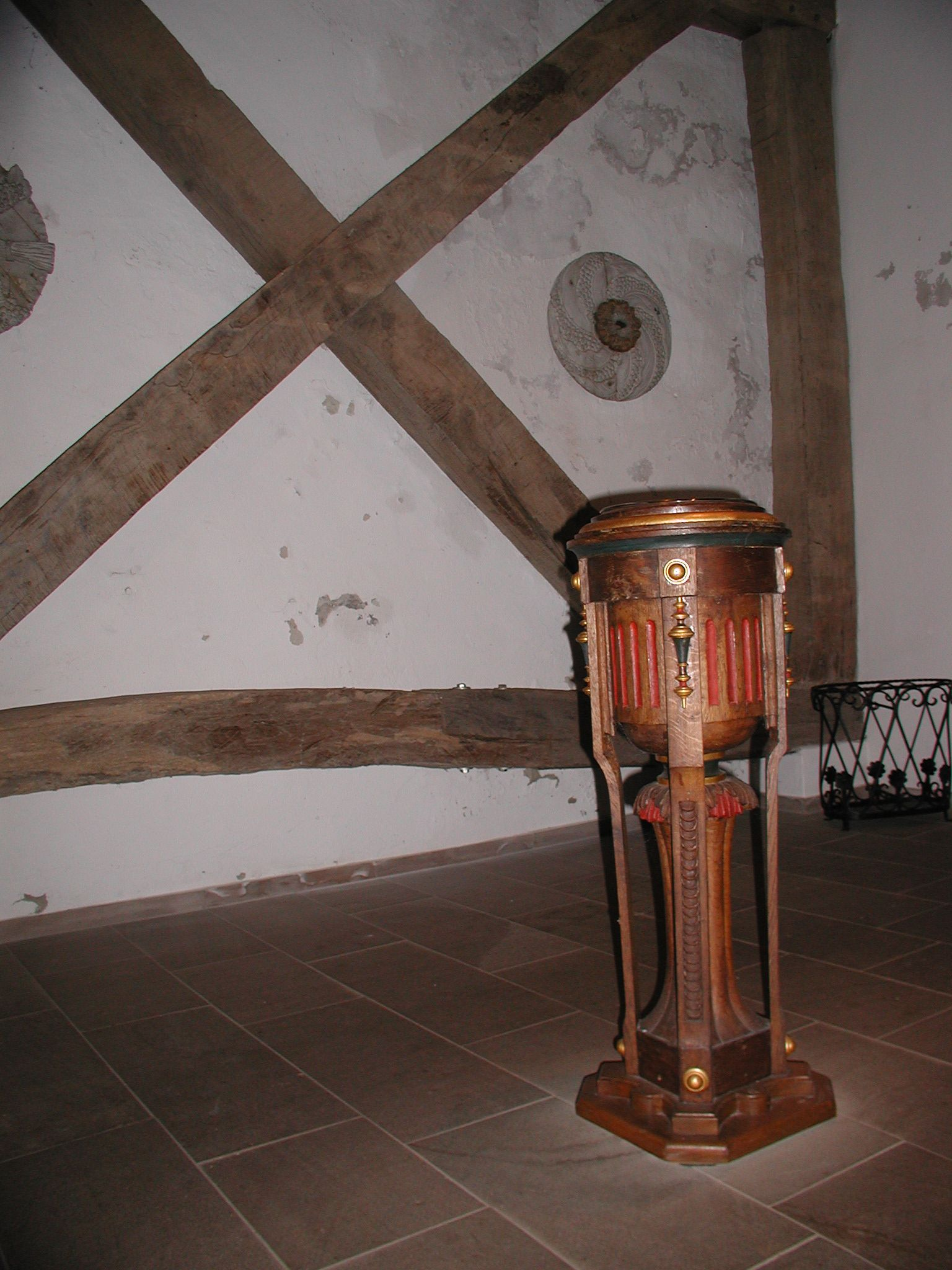
Sankt Vitus, Weihwasserbecken

## Borken
Koordinaten: 52° 44′ N, 7° 17′ O

### Beschreibung des Ortes
Ortsvorsteherin: Annelene Ewers
Borken  hatte 2005 knapp 550 Einwohner auf einer Fläche von 10,28 km² und gehört zu den Nordstadtteilen Meppens.
Auf dem Gebiet der einst selbständigen Gemeinde Borken befindet sich, umgeben von einem Altarm der Ems, das Naturschutzgebiet „Borkener Paradies“. Es handelt sich dabei um eine historische Huteweide, die charakteristisch ist für die Kulturlandschaft Nordwestdeutschlands. Früher wurde dieses etwa 30 Hektar große Allmendegebiet als Viehweide genutzt. Feuchte und trockene Weideflächen wechseln sich mit Schlehdorngebüschen und Eichenwäldchen ab. Durch die weiterhin bestehende Beweidung wird der Charakter dieser Landschaft auch in Zukunft erhalten bleiben.

### Einwohnerentwicklung
| Jahr      | 1821 | 1848 | 1871 | 1885 | 1905 | 1925 | 1933 | 1939 | 1946 | 1950 | 1956 | 1961 | 1971 | 2005 |
| Einwohner | 56   | 77   | 99   | 100  | 106  | 97   | 101  | 210  | 225  | 201  | 190  | 194  | 247  | 545  |
| --------- | ---- | ---- | ---- | ---- | ---- | ---- | ---- | ---- | ---- | ---- | ---- | ---- | ---- | ---- |

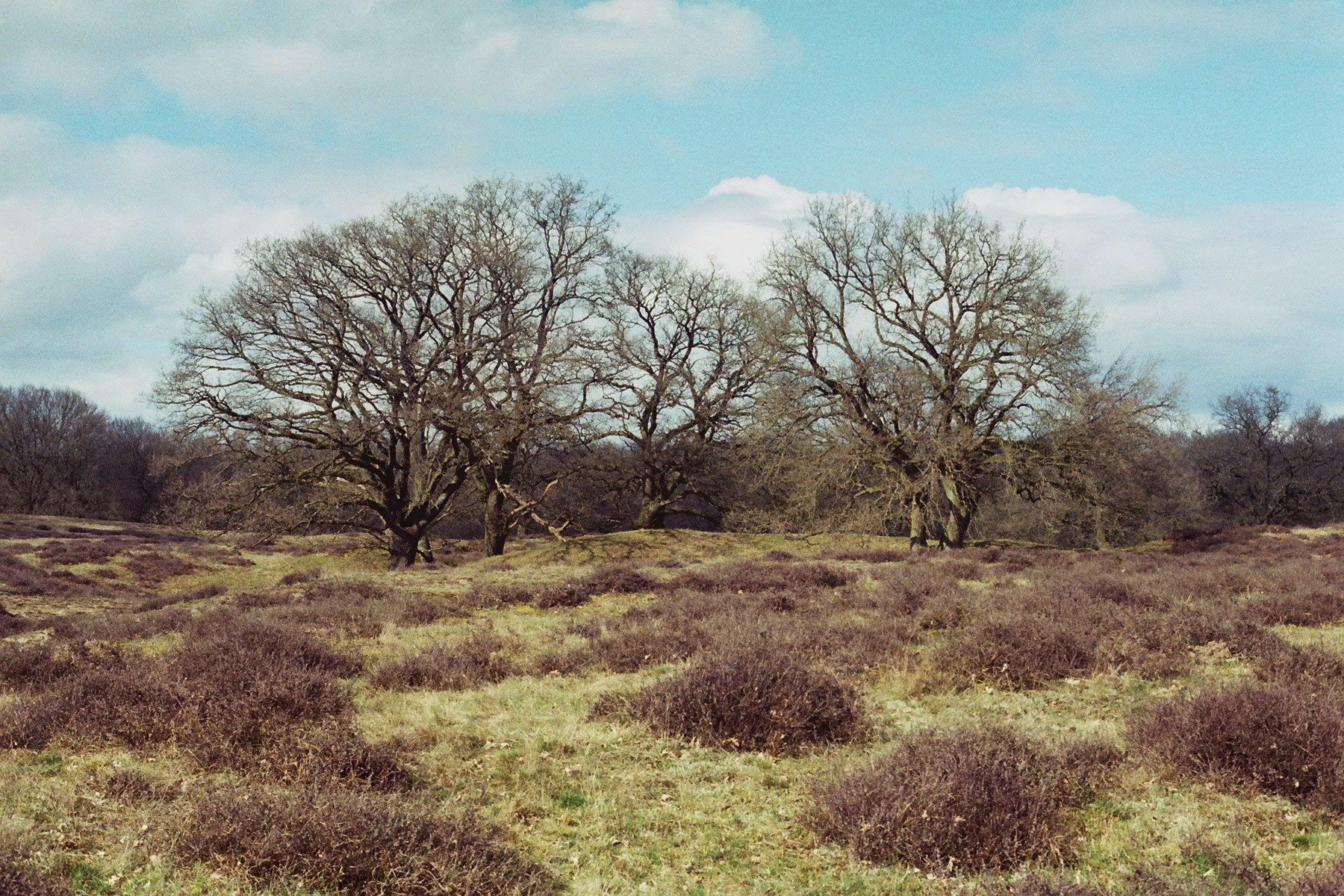
NSG „Borkener Paradies“
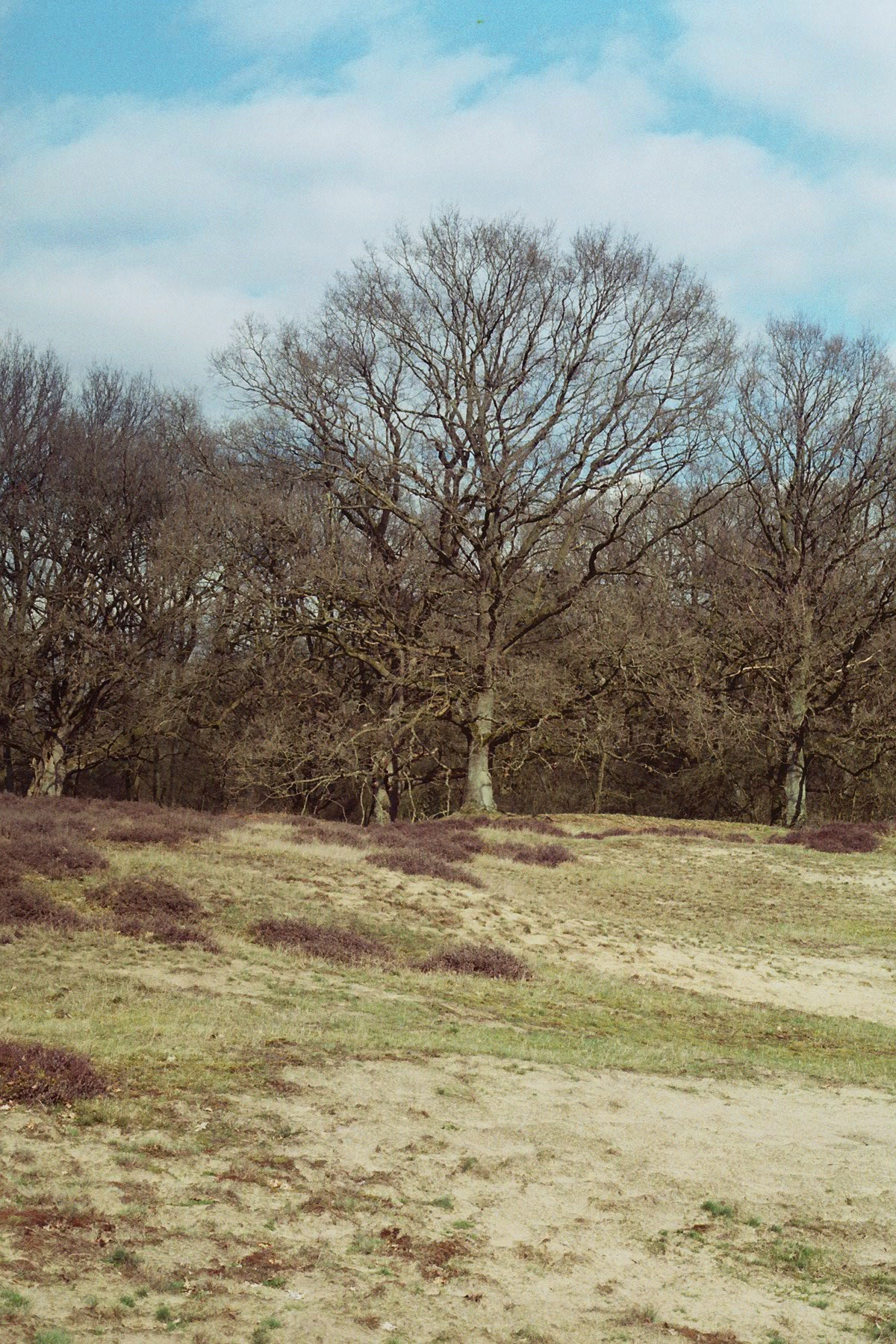
NSG „Borkener Paradies“
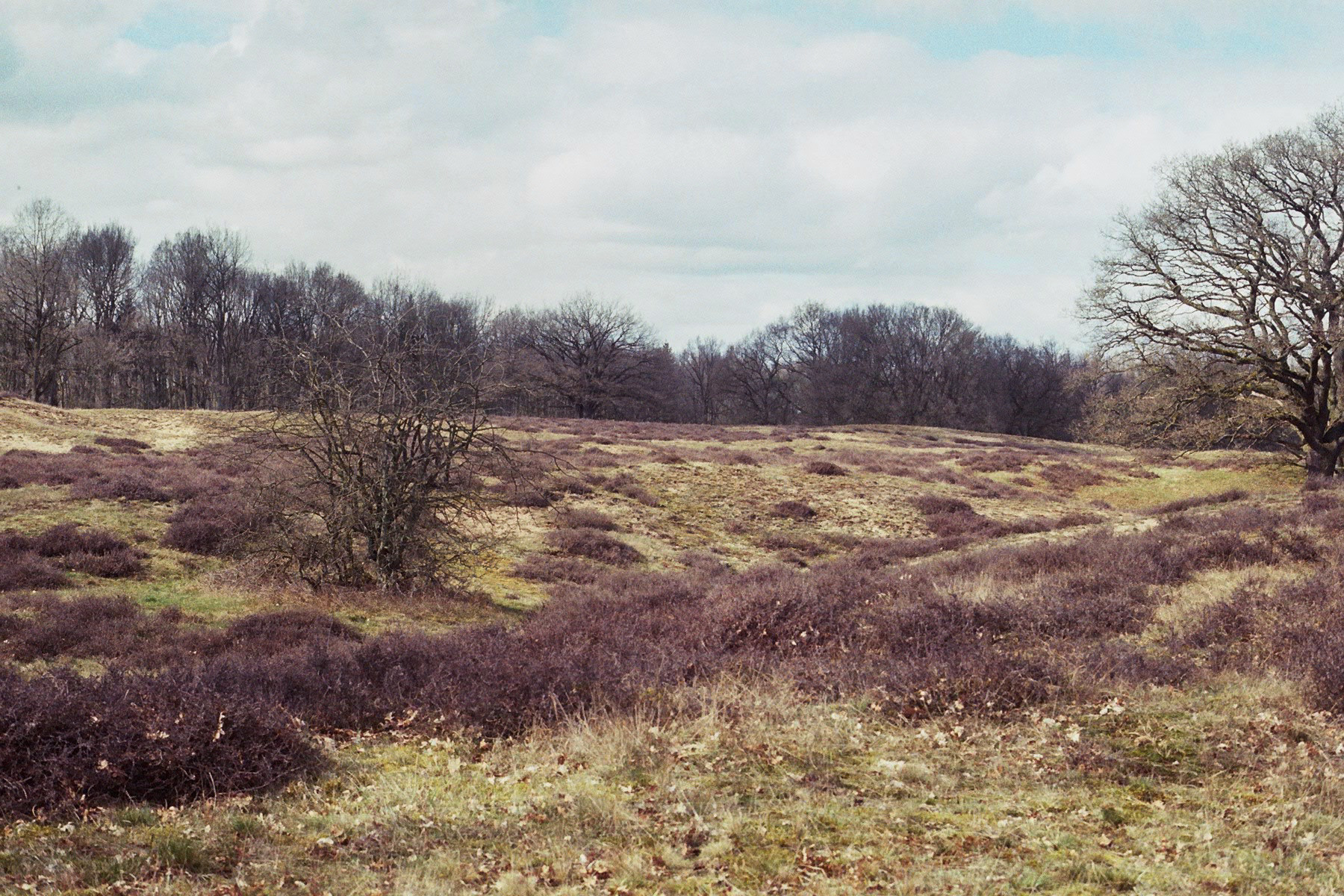
NSG „Borkener Paradies“

## Fullen
Nach Diepenbrock wurde Fullen als vollun 854 erstmals urkundlich erwähnt.
Ortsvorsteher: Ferdinand Redeker

### Herkunft des Namens
Fullen (alte Form: Vollen) kann mit dem althochdeutschen volo, Pferd, zusammenhängen, das schon in den Merseburger Zaubersprüchen enthalten ist („Do wart deme Balders volon sin fuoz birenkit“). Aber es ist auch denkbar, dass Vollen von fole (volde, valde) herzuleiten ist. Das bedeutet Hürde.
- Groß Fullen

Koordinaten: 52° 42′ N, 7° 14′ O

### Beschreibung des Ortes Groß Fullen
Groß Fullen hatte 2005 gut 1070 Einwohner auf einer Fläche von 17,34 km². Es liegt an der alten linksemsischen Handelsstraße der sogenannten Friesischen Straße.

### Einwohnerentwicklung
| Jahr      | 1821 | 1848 | 1871 | 1885 | 1905 | 1925 | 1933 | 1939 | 1946 | 1950 | 1956 | 1961 | 1971 | 2005 |
| Einwohner | 363  | 354  | 396  | 374  | 414  | 449  | 503  | 551  | 714  | 708  | 647  | 628  | -    | 1072 |
| --------- | ---- | ---- | ---- | ---- | ---- | ---- | ---- | ---- | ---- | ---- | ---- | ---- | ---- | ---- |

- Klein Fullen

Koordinaten: 52° 41′ N, 7° 14′ O

### Beschreibung des Ortes Klein Fullen
Klein Fullen hatte 2005 gut 400 Einwohner auf einer Fläche von 15,02 km². Es liegt an der alten linksemsischen Handelsstraße der sogenannten Friesischen Straße.

### Einwohnerentwicklung
| Jahr      | 1821 | 1848 | 1871 | 1885 | 1905 | 1925 | 1933 | 1939 | 1946 | 1950 | 1956 | 1961 | 1971 | 2005 |
| Einwohner | 307  | 281  | 280  | 260  | 279  | 305  | 316  | -    | 408  | 405  | 387  | 406  | -    | 401  |
| --------- | ---- | ---- | ---- | ---- | ---- | ---- | ---- | ---- | ---- | ---- | ---- | ---- | ---- | ---- |

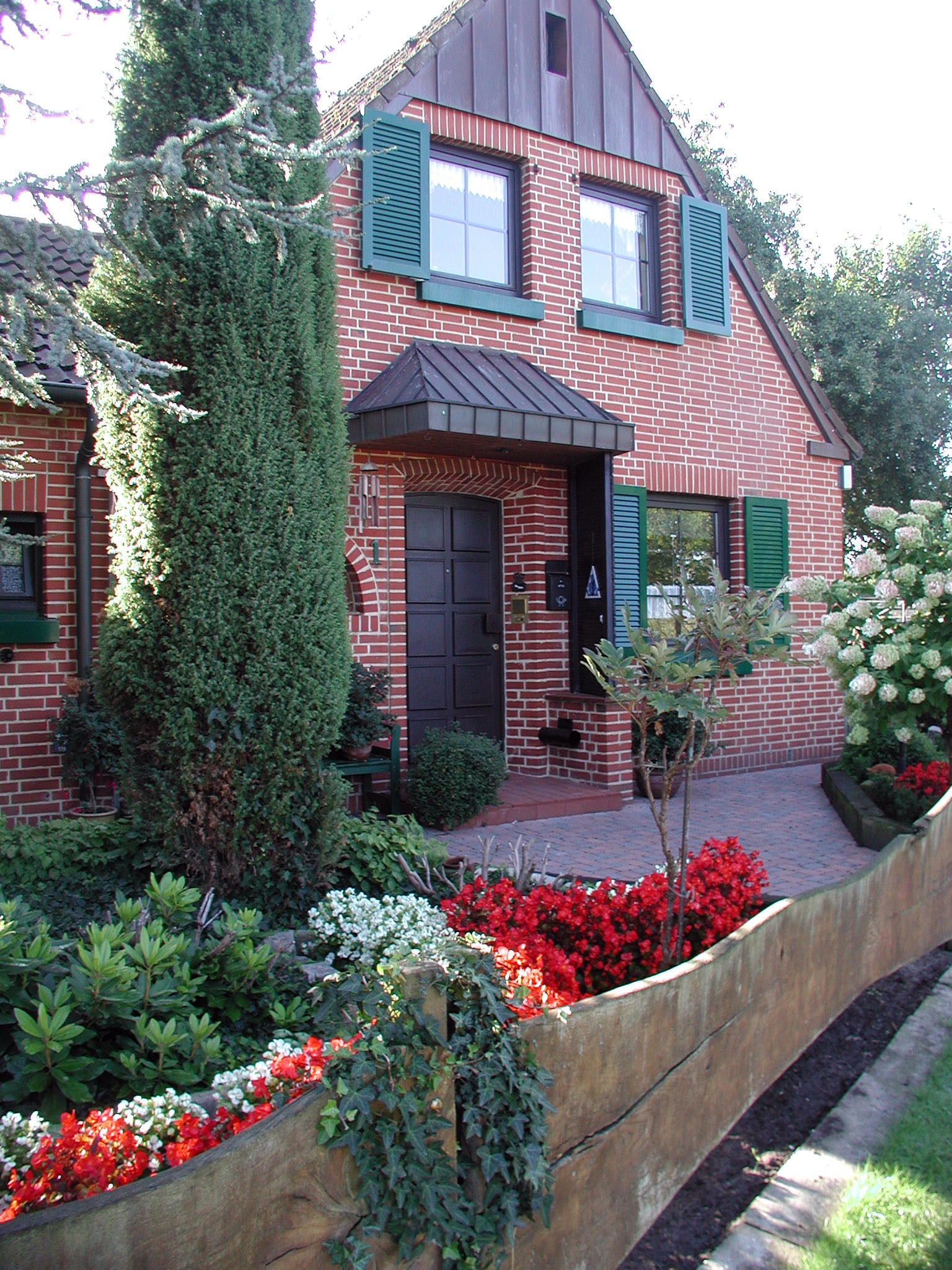
Klein-Fullen, Bauwerke
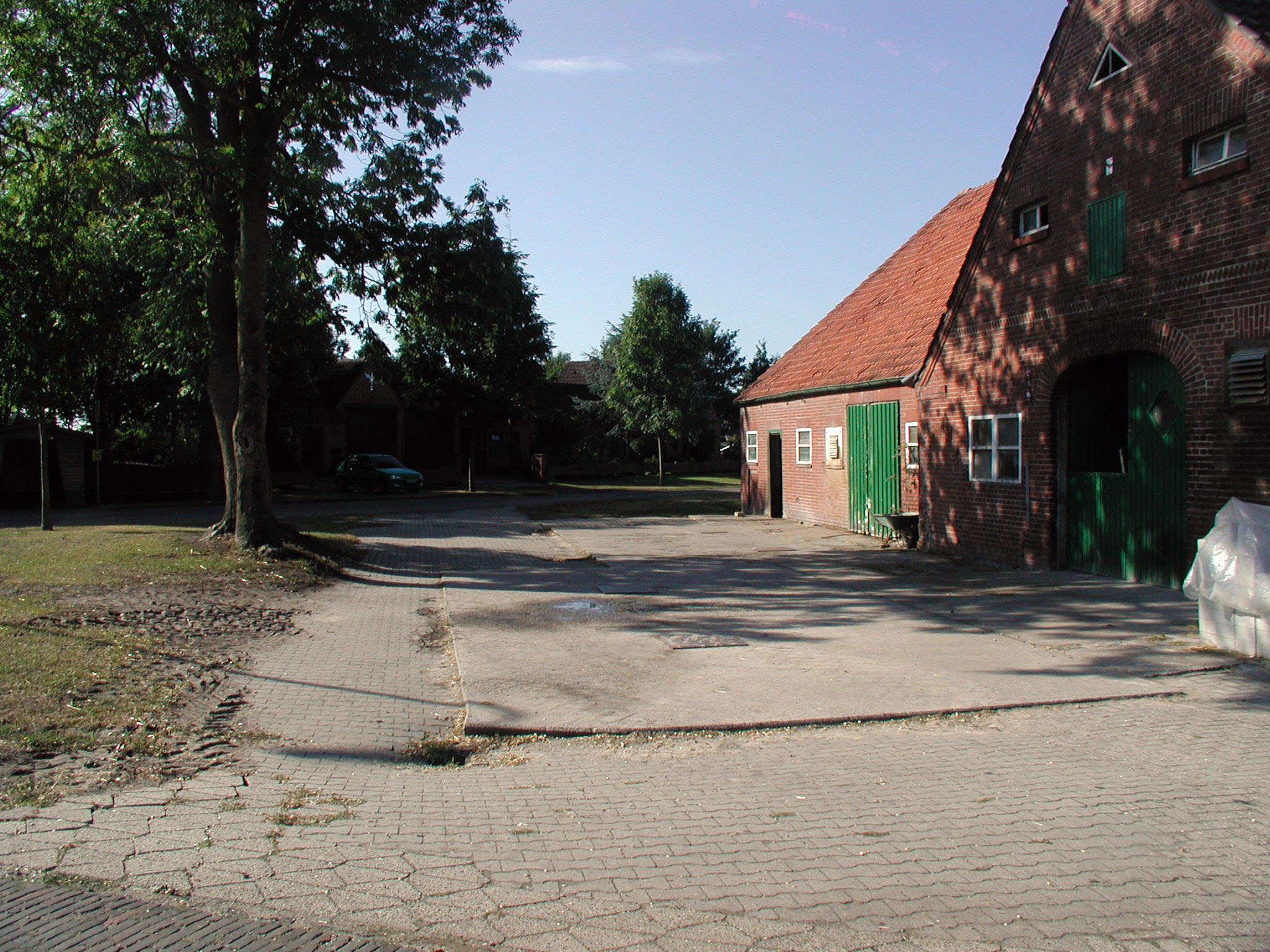
Klein-Fullen, Bauwerke

## Helte
Koordinaten: 52° 40′ N, 7° 21′ O

### Herkunft des Namens
Helte, alt Hellithi um 1000, besteht aus dem Bestimmungswort helle (langgezogene Erhebung) und dem Grundwort lithi (abhängendes Gelände). Helte heißt also abfallendes Gelände an einer langgezogenen Erhebung.

### Beschreibung des Ortes
Ortsvorsteher: Ewald Holt
Helte hatte 2005 fast 600 Einwohner auf einer Fläche von 12,12 km² und liegt im Osten des Stadtgebietes von Meppen.

### Einwohnerentwicklung
| Jahr      | 1821 | 1848 | 1871 | 1885 | 1905 | 1925 | 1933 | 1939 | 1946 | 1950 | 1956 | 1961 | 1971 | 2005 |
| Einwohner | 260  | 285  | 263  | 312  | 287  | 331  | 328  | 316  | 450  | 412  | 393  | 400  | 424  | 596  |
| --------- | ---- | ---- | ---- | ---- | ---- | ---- | ---- | ---- | ---- | ---- | ---- | ---- | ---- | ---- |

## Hemsen
Koordinaten: 52° 44′ N, 7° 17′ O
Ortsvorsteherin: Annelene Ewers
Hemsen hatte 2005 750 Einwohner auf einer Fläche von 10,76 km² und gehört zu den Nordstadtteilen Meppens.

### Einwohnerentwicklung
| Jahr      | 1821 | 1848 | 1871 | 1885 | 1905 | 1925 | 1933 | 1939 | 1946 | 1950 | 1956 | 1961 | 1971 | 2005 |
| Einwohner | 122  | 134  | 152  | 164  | 158  | 273  | 292  | 331  | 456  | 445  | 454  | 453  | 572  | 750  |
| --------- | ---- | ---- | ---- | ---- | ---- | ---- | ---- | ---- | ---- | ---- | ---- | ---- | ---- | ---- |

## Holthausen
Koordinaten: 52° 44′ N, 7° 15′ O
Ortsvorsteherin: Annelene Ewers
Holthausen wurde erstmals 890 als holthusun urkundlich erwähnt. Es hatte 2005 gut 140 Einwohner auf einer Fläche von 3,21 km², gehört zu den Nordstadtteilen Meppens und ist der kleinste Ortsteil der Stadt.

### Einwohnerentwicklung
| Jahr      | 1821 | 1848 | 1871 | 1885 | 1905 | 1925 | 1933 | 1939 | 1946 | 1950 | 1956 | 1961 | 1971 | 2005 |
| Einwohner | 59   | 71   | 59   | 56   | 51   | 74   | 85   | 72   | 100  | 81   | 82   | 105  | 134  | 142  |
| --------- | ---- | ---- | ---- | ---- | ---- | ---- | ---- | ---- | ---- | ---- | ---- | ---- | ---- | ---- |

## Hüntel

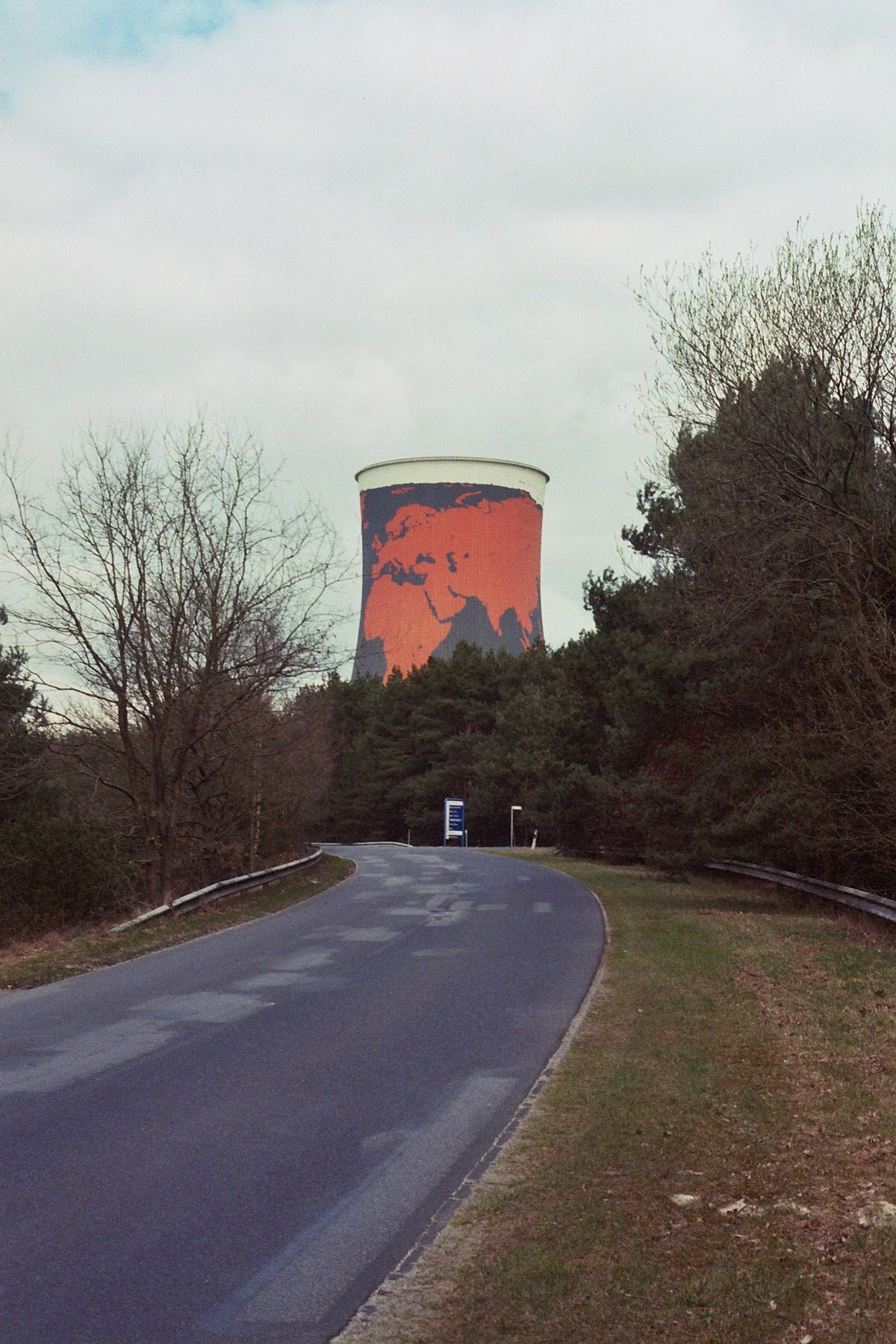
Kühlturm Hüntel

Koordinaten: 52° 45′ N, 7° 15′ O
Ortsvorsteherin: Annelene Ewers

### Beschreibung des Ortes
Hüntel hatte 2005 knapp 330 Einwohner auf einer Fläche von 10,73 km² und gehört zu den Nordstadtteilen Meppens.
Der niederländische Unternehmer Hendrikus van der Most plant bis zum Jahr 2009 auf dem Gelände des ehemaligen Gaskraftwerks in Meppen-Hüntel den Freizeitpark „Fun-Park-Hüntel“ (vergleichbar mit dem Wunderland Kalkar) zu errichten. Auf dem Kühlturm des Kraftwerkes ist eine Weltkarte aufgemalt.

### Einwohnerentwicklung
| Jahr      | 1821 | 1848 | 1871 | 1885 | 1905 | 1925 | 1933 | 1939 | 1946 | 1950 | 1956 | 1961 | 1971 | 2005 |
| Einwohner | 95   | 96   | 93   | 89   | 80   | 142  | 107  | 177  | 187  | 166  | 173  | 162  | 274  | 328  |
| --------- | ---- | ---- | ---- | ---- | ---- | ---- | ---- | ---- | ---- | ---- | ---- | ---- | ---- | ---- |

## Rühle
Koordinaten: 52° 40′ N, 7° 15′ O

### Beschreibung des Ortes
Ortsvorsteherin: Juliane Große-Neugebauer

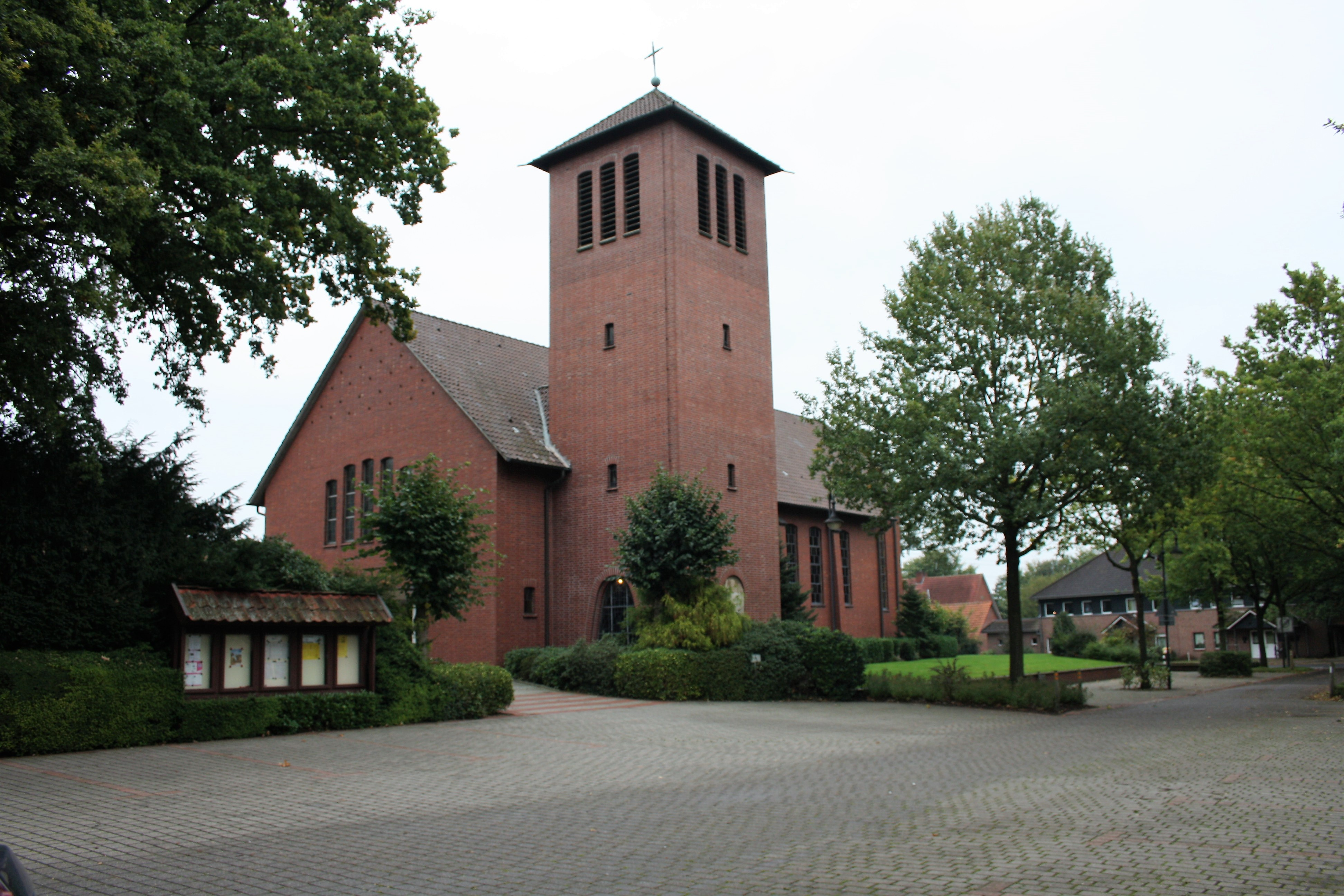
Kirche St.Franz Xaver Rühle (Meppen)

Rühle hatte 2005 knapp 1370 Einwohner und liegt  an der alten linksemsischen Handelsstraße der sogenannten Friesischen Straße.
Der Ort wurde zwar erst 1241 erstmals urkundlich erwähnt, gehört aber lt. Schätzungen der Historiker zu den ältesten Siedlungen, die ab ca. 800 v. Chr. im heutigen Emsland entstanden sind. Nach einer bis 1970 gültigen Selbstverwaltung wurde Rühle 1970 mit den benachbarten Gemeinden zur Gemeinde Emslage zusammengelegt und bereits 1974 der nahen Stadt Meppen angegliedert. Die Gemeindegebiete jenseits der Süd-Nord-Straße gehören heute zur Gemeinde Twist (Rühlermoor und Rühlerfeld).

Der Ort, der sich noch heute durch eine naturnahe und der Landwirtschaft zugewandte Charakteristik auszeichnet, pflegt ein reges Vereinsleben und ist durch Aktivitäten der Dorfgemeinschaft auch im sozialen Bereich engagiert.

### Einwohnerentwicklung
| Jahr      | 1821 | 1848 | 1871 | 1885 | 1905 | 1925 | 1933 | 1939 | 1946 | 1950 | 1956 | 1961 | 1971 | 2005 | 2016 |
| Einwohner | 282  | 270  | 269  | 302  | 335  | 522  | 817  | 819  | 1136 | 1198 | 1502 | 1610 | -    | 1368 | 1397 |
| --------- | ---- | ---- | ---- | ---- | ---- | ---- | ---- | ---- | ---- | ---- | ---- | ---- | ---- | ---- | ---- |

## Schwefingen
Koordinaten: 52° 39′ N, 7° 16′ O

### Herkunft des Namens
Der Name des Dorfes stammt aus dem späten Mittelalter. In der Vergangenheit tauchte er auch als „Svevinge“ oder „Sweuinge“ auf. Auf die Endung „ingen“ stößt man bei vielen Ortsnamen, wie zum Beispiel auch bei Lingen oder Teglingen. Sie bedeutet Ort oder Dorf.

### Beschreibung des Ortes
Ortsvorsteherin: Marlies Gruber
Schwefingen hatte 2007 gut 450 Einwohner auf einer Fläche von 9,33 km² und liegt im südlichen Stadtgebiet.

### Einwohnerentwicklung
| Jahr      | 1821 | 1848 | 1871 | 1885 | 1905 | 1925 | 1933 | 1939 | 1946 | 1950 | 1956 | 1961 | 1971 | 2005 |
| Einwohner | 128  | 120  | 111  | 94   | 106  | 103  | 139  | 207  | 213  | 204  | 190  | 216  | 309  | 442  |
| --------- | ---- | ---- | ---- | ---- | ---- | ---- | ---- | ---- | ---- | ---- | ---- | ---- | ---- | ---- |

Vereine: Sportverein Sportfreunde Schwefingen (ca. 500 Mitglieder), Schützenverein St. Josef Schwefingen Varloh (ca. 400 Mitglieder)

## Teglingen
Koordinaten: 52° 40′ N, 7° 21′ O

### Herkunft des Namens
Teglingen wurde im 9. Jahrhundert als Tehtlingi (h wie ch gesprochen) erwähnt. Das Bestimmungswort techt bezeichnet einen Gerichtsplatz. Das Grundwort linge bezeichnet einen Wasserlauf, Bach. Im Ganzen wurde hier eine Gerichtsstätte an einem Wasserlauf benannt. An diesem Ort befand sich ein Markengerichtsplatz, auf dem noch etwa bis 1700 das bäuerliche Holzgericht (Hölting) abgehalten wurde.

### Beschreibung des Ortes
Ortsvorsteher: Heinz Hackmann
Teglingen hatte 2007 gut 1150 Einwohner auf einer Fläche von 10,47 km² und liegt im südöstlichen Stadtgebiet.

### Einwohnerentwicklung
| Jahr      | 1821 | 1848 | 1871 | 1885 | 1905 | 1925 | 1933 | 1939 | 1946 | 1950 | 1956 | 1961 | 1971 | 2005 | 2007 |
| Einwohner | 294  | 290  | 289  | 266  | 315  | 452  | 511  | 552  | 685  | 712  | 580  | 568  | 588  | 771  | 1150 |
| --------- | ---- | ---- | ---- | ---- | ---- | ---- | ---- | ---- | ---- | ---- | ---- | ---- | ---- | ---- | ---- |

Vereine: Schützenverein St. Hubertus Teglingen (200 Mitglieder), Sportverein Teglingen 1957 e. V. (900 Mitglieder) und Heimatverein Teglingen 2006 e. V.

## Versen

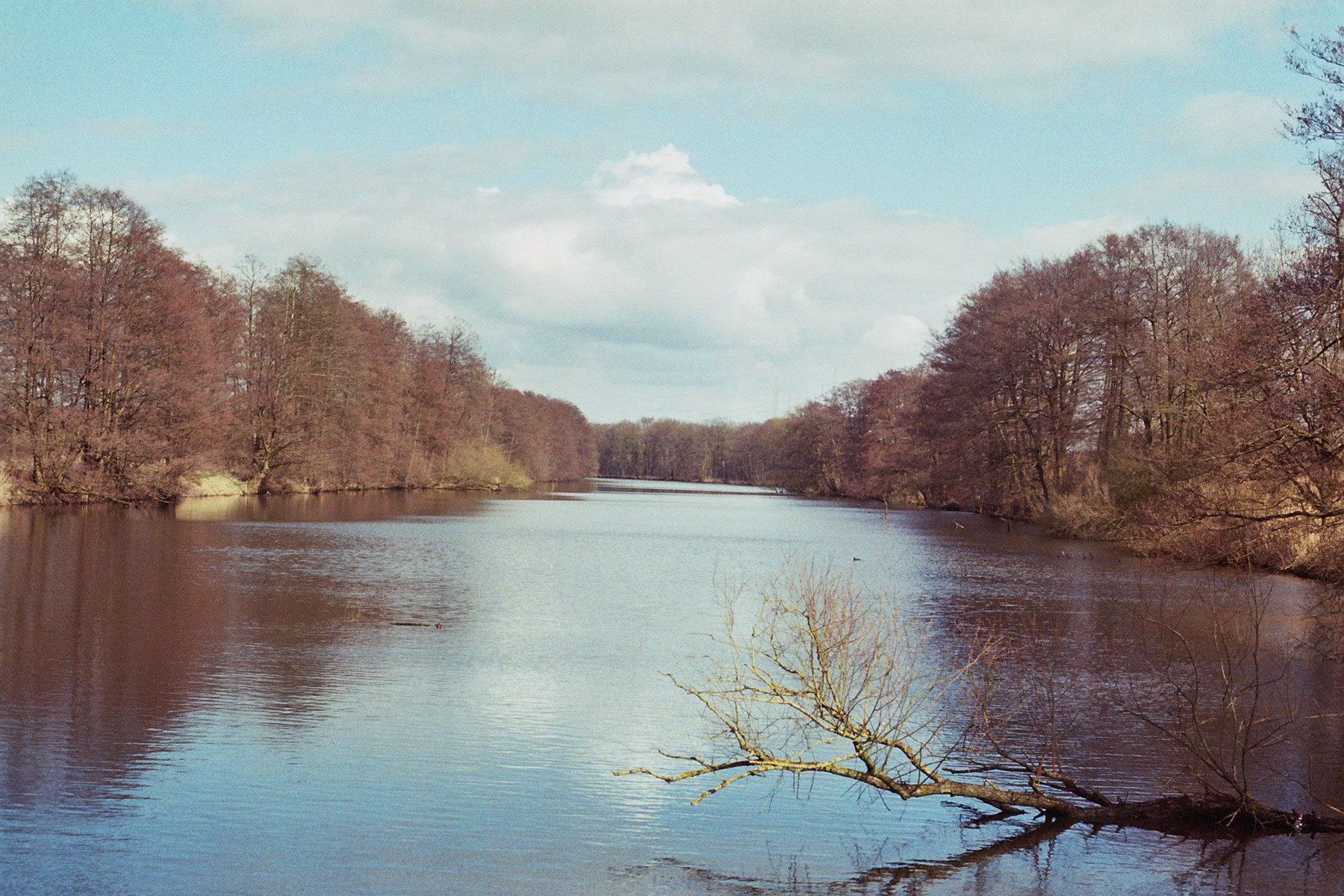
Ems Altarm in Versen

Koordinaten: 52° 43′ N, 7° 14′ O

### Beschreibung des Ortes
Ortsvorsteher: Gerhard Gels
Versen hatte 2005 fast 1800 Einwohner und liegt an der Ems sowie an der Bundesstraße 402 (B 402) und der Bundesautobahn 31 (A 31). Die alte linksemsische Handelsstraße, die sogenannte Friesische Straße, verläuft durch den Ort. Der Ort wurde 854 erstmals urkundlich als fersne erwähnt. Versen feierte im Jahr 2004 sein 1150-jähriges Bestehen.
Weit über das Emsland hinaus wurde Versen bekannt durch den Fund der Moorleiche „Roter Franz“. Lange Zeit galt sie als die am besten erhaltene Moorleiche. Gefunden wurde der „Rote Franz“ im Juni 1900. Neueste Untersuchungen datieren den Tod des „Emsland-Ötzi“ auf den Zeitraum zwischen 252 und 388 n. Chr.
In der Zeit des Nationalsozialismus war in Versen ab Sommer 1938 eines der Emslandlager eingerichtet worden.

### Einwohnerentwicklung
| Jahr      | 1821 | 1848 | 1871 | 1885 | 1905 | 1925 | 1933 | 1939 | 1946 | 1950 | 1956 | 1961 | 1971 | 2005 |
| Einwohner | 332  | 379  | 370  | 358  | 364  | 374  | 468  | 498  | 659  | 878  | 926  | 1123 | -    | 1795 |
| --------- | ---- | ---- | ---- | ---- | ---- | ---- | ---- | ---- | ---- | ---- | ---- | ---- | ---- | ---- |